# 二本オープン
二本オープン、二本オープンゴルフ（ニホンオープンゴルフ）は、二本オープンゴルフ実行委員会が主催する誰でも参加できるゴルフ競技。

## 大会概要
2014年にスタートし、2019年で9回の開催をしている。
ゴルフの神髄を知ってもらいたいという趣旨の元、2本でゴルフをする形になった。
ダジャレである「二本でのゴルフ＝二本オープンゴルフ」で、このダジャレをベースに考案者が真剣に考え出した形が「二本でやるゴルフ」という競技。
有志メンバーによってテストを繰り返し「二本オープンゴルフ」となる。
採用されるルールはオリジナルでゴルフ本体の「楽しさ」「技術向上」を知り習得することが大きな目的。
イベント（競技）として開催し一人でも多くのゴルファーに「本当のゴルフの楽しさ」を知るきっかけになっている。
大きなポイントは「オリジナルポイントターニー方式」と「2本でのゴルフ」であり、これらは「プロアマ含めて全員でゴルフを楽しむ」「より多くの人が楽しむ」「ゴルフの本質を知る」などということの為に考えられた特徴である。